# Balaken (quận)
Balaken (tiếng Azerbaijan:Balakən) là một quận thuộc Azerbaijan. Dân số thời điểm năm 2012 là 83732 người.